# 周淮郡
- 令制国一覧 > 東海道 > 上総国 > 周淮郡
- 日本 > 関東地方 > 千葉県 > 周淮郡

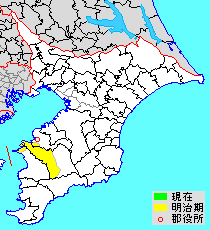
千葉県周淮郡の位置

周淮郡（すえぐん）は、千葉県（上総国）にあった郡。概ね小糸川流域に存在した。

## 郡域
1878年（明治11年）に行政区画として発足した当時の郡域は、現在の行政区画では概ね以下の区域にあたる（公有水面埋立地を除く）。
- 木更津市の一部（畑沢・小浜・大久保・中烏田・上烏田・下烏田・港南台・畑沢南・羽鳥野・八幡台および潮見の一部）
- 君津市の一部（法木、糸川、大野台、東猪原西猪原入会、東粟倉、辻森、大岩、正木、奥米以西）
- 富津市の一部（本郷、上飯野、下飯野、篠部以北）

## 歴史
古墳時代には国造が設置されており、『国造本紀』には須恵国造と表記されている。平安時代中期に成立した百科事典である『和名類聚抄』（『和名抄』）ではサンズイの「淮」で周淮郡と表記され、「季（すゑ）」という読みが記されている。後にニスイの「准」による周准郡という表記が現れ、「すす」（濁音の「すず」もある）という読みも行われるようになった。以降「周淮郡」と「周准郡」という表記、および「すえ郡」と「すす郡」（すず郡）という読みの併用状態が、当郡が廃止される明治半ばまで続いた。なお、「淮」の一般的な音が「ワイ」または「エ（ヱ）」であり、「准」の一般的な音が「ジュン」であることから、2つの文字の形と音が混同されていたものと思われる。
中世には「周東郡」・「周西郡」に分割されたが、江戸時代初期に再び「周准郡」として統合された。

### 近代以降の沿革
- 「旧高旧領取調帳」に記載されている明治初年時点での当郡域の支配は以下の通り。●は村内に寺社領が、○は寺社除地（領主から年貢免除の特権を与えられた土地）が存在。下記の他、鹿野山宿が存在したが、掲載されていない。

| 知行         | 知行                             | 村数 | 村名 |
| ------------ | -------------------------------- | ---- | --- |
| 幕府領       | 幕府領                           | 13村 | 杢師村、久保村、中烏田村、大月村、庶子崎村、長谷堂村、沢巻村、金岡村、●鎌滝村、高原村、南子安村、長石平野新田（長石村内）、横田村新田（詳細不明） |
| 幕府領       | 旗本領                           | 48村 | 大山野村、内簔輪村、坂田村、本郷村、日渡根村、谷木村、大野台村、長和田村、籾山村、山高原村、塚原村、白駒村、六手村、大鷲村、皿引村、小山野村、貞元村、小香村、奥畑村、倉沢村、旅名村、奥米村、怒田沢村、宿原村、大岩村、正木村、辻森村、二入村、東日笠村、西日笠村、平田村、植畑村、東粟倉村、西粟倉村、東猪原村、●西猪原村、●市場村、常代村、●中島村、上湯江村、下湯江村、油江村（詳細不明）、宮下村、●浜古村、行馬村、新御堂村、馬登村、●草牛村 |
| 幕府領       | 与力給知                         | 2村  | 作木村、台村 |
| 幕府領       | 幕府領・旗本領                   | 13村 | 外簔輪村、上烏田村、大谷村、森戸村、大井村、法木村、荻作村、根本村、簔和田村、糠田村、長石村、郡村、三直村 |
| 幕府領       | 幕府領・与力給知                 | 1村  | 間野村 |
| 幕府領       | 旗本領・与力給知                 | 2村  | 深井村、北子安村 |
| 藩領         | 上総飯野藩                       | 7村  | 大鷲新田、飯野村（2村とも飯野村と記載）、二間塚村、前久保村、平井村、青木村、大久保村 |
| 藩領         | 上野前橋藩                       | 12村 | 大堀村、●○冨津村、新井村、●西川村、駒久保村、畑沢村、中冨村、大和田村、篠部村、川名村、滝沢村新田、小浜村 |
| 藩領         | 三河西端藩                       | 2村  | 尾車村、泉村 |
| 藩領         | 上総請西藩・前橋藩               | 1村  | 下烏田村 |
| 幕府領・藩領 | 幕府領・旗本領・与力給知・飯野藩 | 1村  | 杉谷村 |
| 幕府領・藩領 | 幕府領・旗本領・飯野藩           | 1村  | 原村 |
| 幕府領・藩領 | 旗本領・飯野藩                   | 1村  | 八幡村 |
| 幕府領・藩領 | 旗本領・前橋藩                   | 2村  | ●人見村、○中野村 |
| 幕府領・藩領 | 幕府領・西端藩                   | 2村  | 練木村、法木作村 |
| その他       | 寺社領                           | 1村  | 市宿村 |

- 慶応4年
  - 請西藩が廃藩。
  - 7月2日（1868年8月19日） - 与力給知、西端藩領の全域、幕府・旗本領の大部分（鎌滝村、高原村、郡村の各一部を除く）、飯野藩領の一部（二間塚村、前久保村、平井村）、前橋藩領の一部（大堀村、上烏田村）が安房上総知県事の管轄となる。また、以降の藩の設置にはすべて旧寺社領、寺社除地も含む。
  - 7月13日（1868年8月30日） - 徳川宗家の駿河府中藩への転封にともない駿河小島藩が転封され、上総金ヶ崎藩となる。
- 明治元年
  - 9月21日（1868年11月5日） - 徳川宗家の駿河府中藩への転封にともない遠江相良藩、遠江横須賀藩が転封され、それぞれ上総小久保藩、安房花房藩となる。
  - 徳川宗家の駿河府中藩への転封にともない伊勢長島藩の遠江国榛原郡の領地が当郡内に転封。
  - 上記の変更ともない飯野藩、前橋藩で領地替えが行われ、郡内は1県5藩の管轄となる。

| 知行       | 知行             | 村数 | 村名 |
| ---------- | ---------------- | ---- | --- |
| 政府管轄領 | 安房上総知県事   | 1村  | 大堀村 |
| 藩領       | 飯野藩           | 9村  | 青木村（変更なし）、人見村、冨津村、新井村、西川村、本郷村、下湯江村、篠部村、川名村（新たに領地に追加） |
| 藩領       | 桜井藩           | 20村 | 内簔輪村、外簔輪村、杢師村、坂田村、久保村、上烏田村、中烏田村、下烏田村、南子安村、北子安村、畑沢村、台村、大和田村、飯野村、二間塚村、前久保村、平井村、滝沢村新田、大久保村、小浜村 |
| 藩領       | 小久保藩         | 5村  | 大山野村、八幡村、油江村、宮下村、浜古村 |
| 藩領       | 花房藩           | 21村 | 日渡根村、金岡村、間野村、奥畑村、倉沢村、旅名村、奥米村、怒田村、沢村、宿原村、大岩村、正木村、辻森村、二入村、東日笠村、西日笠村、平田村、植畑村、東粟倉村、西粟倉村、東猪原村 |
| 藩領       | 長島藩           | 37村 | 大谷村、森戸村、大丹村、谷木村、深井村、庶子崎村、長谷堂村、沢巻村、大野台村、高原村、駒久保村、原村、籾山村、練木村、作木村、塚原村、白駒村、六手村、大鷲村、大鷲新田、大井村、法木村、荻作村、市宿村、根本村、簔和田村、糠田村、中島村、長石村、長石平野新田、横田村新田、三直村、行馬村、馬登村、草牛村、尾車村、泉村 |
| 藩領       | 飯野藩・桜井藩   | 2村  | 中野村、中冨村 |
| 藩領       | 桜井藩・長島藩   | 3村  | 鎌滝村、長和田村、法木作村 |
| 藩領       | 桜井藩・小久保藩 | 10村 | 山高原村、皿引村、杉谷村、小山野村、貞元村、小香村、常代村、郡村、上湯江村、新御堂村 |
| 藩領       | 花房藩・長島藩   | 1村  | 市場村 |

- 明治2年
  - 2月9日（1869年3月21日） - 安房上総知県事が宮谷県となる。
  - 3月 - 上総金ヶ崎藩が上総桜井藩に改称。
- 明治4年
  - 7月14日（1871年8月29日） - 廃藩置県により、藩領が飯野県、桜井県、花房県、小久保県、長島県の管轄となる。
  - 11月14日（1871年12月25日） - 上総国の各県が木更津県に統合。
- 1873年（明治6年）6月15日 - 木更津県が印旛県に統合して千葉県が発足。
- 1874年（明治7年）
  - 高原村、駒久保村、長和田村が合併して福岡村が成立。
  - 平井村が前久保村に、滝沢村新田が大久保村に編入。
- 1875年（明治8年） - 深井村、森戸村、谷木村、大月村が合併して大井戸村が成立。
- 1876年（明治9年） - 庶子崎村、長谷堂村、間野村、金岡村、沢巻村が合併して糸川村が発足。
- 1877年（明治10年）
  - 原村、籾山村が合併して上村が発足。
  - 倉沢村、奥畑村が合併して豊英村が発足。
- 1878年（明治11年）11月2日 - 郡区町村編制法の千葉県での施行により、行政区画としての周淮郡が発足。「望陀周淮天羽郡役所」が望陀郡木更津町に設置され、望陀郡・天羽郡とともに管轄。

### 町村制以降の沿革

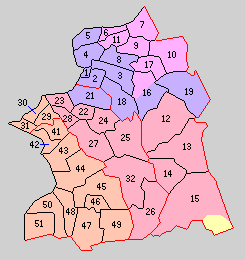
21.波岡村 22.八重原村 23.周西村 24.中村 25.小糸村 26.三島村 27.周南村 28.貞元村 29.飯野村 30.青堀村 31.富津村 32.秋元村（紫：木更津市 赤：君津市 橙：富津市 1 - 19は望陀郡 41 - 51は天羽郡）

- 1889年（明治22年）4月1日 - 町村制施行により周淮郡に以下の12村が発足。特記以外は現・君津市。
  - 波岡村 ← 畑沢村、小浜村、大久保村、中烏田村、上烏田村、下烏田村（現・木更津市）
  - 八重原村 ← 外蓑輪村、杢師村、北子安村、南子安村、内蓑輪村、法木作村、三直村
  - 周西村 ← 坂田村、大和田村、人見村、中野村、久保村、台村
  - 中村 ← 中島村、練木村、上村、大井村、大鷲村、大鷲新田、糠田村、泉村、白駒村
  - 小糸村 ← 大井戸村、行馬村、根本村、大谷村、長石村、法木村、大野台村、糸川村、塚原村、荻作村、鎌滝村、福岡村
  - 三島村 ← 大岩村、二入村、辻森村、東日笠村、怒田沢村、宿原村、正木村、奥米村、旅名村、豊英村
  - 周南村 ← 宮下村、浜古村、小山野村、常代村、六手村、尾車村、大山野村、作木村、山高原村、皿引村、馬登村、草牛村
  - 貞元村 ← 貞元村、八幡村、新御堂村、杉谷村、郡村、小香村、上湯江村、下湯江村、中富村
  - 飯野村 ← 下飯野村、上飯野村、二間塚村、本郷村、前久保村（現・富津市）
  - 青堀村 ← 大堀村、青木村、西川村（現・富津市）
  - 富津村 ← 富津村、川名村、篠部村、新井村（現・富津市）
  - 秋元村 ← 市宿村、市場村、日渡根村、東猪原村、東粟倉村、西粟倉村、植畑村、西猪原村、平田村、西日笠村、鹿野山宿
- 1897年（明治30年）4月1日 - 郡制の施行により、望陀郡・周淮郡・天羽郡の区域をもって君津郡が発足。同日周淮郡廃止。

## 行政
望陀・周淮・天羽郡長
『君津郡誌』による
| 代 | 氏名     | 就任年月日                | 退任年月日                | 備考                                                  |
| -- | -------- | ------------------------- | ------------------------- | ----------------------------------------------------- |
| 1  | 板倉胤臣 | 明治11年（1878年）11月2日 | 明治12年（1879年）1月6日  |                                                       |
| 2  | 平山晋   | 明治12年（1879年）1月6日  | 明治14年（1881年）2月17日 |                                                       |
| 3  | 重城保   | 明治14年（1881年）2月21日 | 明治23年（1890年）3月11日 |                                                       |
| 4  | 佐藤幸則 | 明治23年（1890年）5月2日  | 明治23年（1890年）10月4日 |                                                       |
| 5  | 永井謙藏 | 明治23年（1890年）10月4日 | 明治30年（1897年）3月31日 | 望陀郡・天羽郡との合併により周淮郡廃止 君津郡長へ転任 |